# Les Enfants de Windermere
Pour plus de détails, voir Fiche technique et Distribution.
Les Enfants de Windermere (The Windermere Children) est un téléfilm britannique de 2020, écrit par Simon Block, réalisé par Michael Samuels et produit par la BBC. Il relate l'histoire vraie de plusieurs centaines d'enfants survivants de la Shoah et réfugiés en Angleterre au lendemain de la Seconde Guerre mondiale.
Le film a obtenu en septembre 2020 le prix Europa du meilleur téléfilm européen de l'année.

## La réalité historique
Avec l'accord du gouvernement britannique, plusieurs opérations de sauvetage et d'hébergement d'enfants juifs ont eu lieu pendant et après la Seconde Guerre mondiale. L'une des plus connues est celle qu'a organisée Leonard Montefiore et qui concerne 732 enfants, surnommés depuis lors les « enfants Montefiore ».
Après la capitulation sans condition de l'Allemagne nazie, le World Jewish Relief et Leonard Montefiore ont recueilli ces enfants orphelins et sans abri, au titre de « personnes déplacées ». Parmi ces 732 enfants survivants des centres d'extermination nazis, 200 seulement étaient des filles, d'où le surnom générique de « The Boys ». 
Le 14 août 1945, les 300 premiers enfants, tous âgés de 3 à 15 ans, ont été transportés depuis Prague à bord de dix bombardiers Short Stirling de la Royal  Air Force jusqu'à une base aérienne proche de Carlisle. De là, des cars les ont amenés au domaine de Calgarth, à Troutbeck Bridge, village situé près du lac Windermere, dans le Lake District, où Leonard Montefiore les a accueillis en personne. Ce lieu avait été choisi en raison de son calme et de son isolement. 
Ces 300 enfants ont été hébergés dans les baraquements de l'ancienne usine aérienne de Short Brothers. C'est là qu'ils ont séjourné entre 1945 et 1946 et ont pu se réhabituer à vivre normalement, avant de recevoir un enseignement et de s'intégrer à la société britannique.
Les autres enfants ont trouvé refuge ailleurs au Royaume-Uni.

## Synopsis
Le film commence par un prologue où les survivants, devenus adultes, évoquent en voix off leurs traumatismes et leur difficile réapprentissage de la liberté.
Les enfants arrivent en car à Windermere, où ils sont accueillis par un groupe de bénévoles. Ils sont d'autant plus terrifiés que les procédures de déshabillage et de visite médicale leur rappellent le camp, tout comme l'extérieur des baraquements où ils vont être logés. Mais ils constatent l'absence de clôture électrique et de four crématoire et leur panique se transforme en émerveillement quand ils comprennent qu'ils vont vivre dans des chambres individuelles.
Grâce au soutien psychologique dont ils bénéficient, les enfants parviennent progressivement à se réadapter, commençant à nouer des liens affectifs entre eux et avec le monde extérieur.

## Distribution
- Iain Glen : Jock Lawrence
- Romola Garai : Marie Paneth[4]
- Thomas Kretschmann : Oscar Friedmann
- Tim McInnerny : Leonard Montefiore
- Philipp Christopher : Georg Lauer
- Kuba Sprenger : Ike Alterman
- Anna Schumacher : Edith Lauer
- Pascal Fischer : Ben Helfgott
- Jakub Jankiewicz : Salek Falinower
- Kacper Swietek : Chaïm Olmer
- Tomasz Studzinski : Arek Hersh (en)
- Lukasz Zieba : Juliusz

## Autour du film
Le film a été tourné en 2020 à l'occasion du 75e anniversaire de la libération d'Auschwitz.
Diffusé pour la première fois simultanément sur la BBC et ZDF pour le Holocaust Memorial Day 2020, le film a ensuite été accompagné d'un documentaire intitulé The Windermere Children – In Their Own Words  et diffusé aux États-Unis sur PBS et en Israël pour Yom HaShoah. En France, il est diffusé pour la première fois le 11 avril 2021 sur France 3.
Il a obtenu en septembre 2020 le prix Europa du meilleur téléfilm européen de l'année.
Le domaine de Calgarth a été démoli dans les années 1960.